# Dysphania sooana
Dysphania sooana är en amarantväxtart som först beskrevs av Paul Aellen och fick sitt nu gällande namn av Sergej Mosyakin och Steven Earl Clemants. 
Dysphania sooana ingår i släktet doftmållor och familjen amarantväxter. Inga underarter finns listade i Catalogue of Life.